# 楊子儀
楊子儀（1984年1月9日—），臺灣男演員。

## 簡歷
早期曾是主持人吳宗憲旗下「憲憲家族」成員，後以主持外景節目《世界第一等》。2014年以電視劇《雨後驕陽》入圍第49屆金鐘獎最佳男配角，2017年主持《食尚玩家－就要醬玩》。2020年成立《蔬暢吧》和田羽安共同推廣蔬食無肉的理念。2021年出席110年全國登山日活動。 2022年與陳博正、田羽安因疫情啟發，製作「西哥發神經」。 2023年，楊子儀遭三立電視台封殺。起因於 三立臺灣台拍攝《天道》楊子儀為其中之一演員，拍攝已接近尾聲時，擔任重要戲份的楊子儀因個人工作規劃與安排無法繼續演出，這將導致《天道》損失嚴重，因此三立發出新聞稿表示，與楊子儀一切合作，包含綜藝、戲劇即刻中止。

## 電視劇
| 年份   | 頻道             | 劇名                         | 飾演          |
| ------ | ---------------- | ---------------------------- | ------------- |
| 2006年 | 衛視中文台       | 《驚異傳奇》之《命運懷錶》   | 振宇          |
| 2006年 | 衛視中文台       | 《驚異傳奇》之《靈異相機》   | 陳正喬        |
| 2006年 | 衛視中文台       | 《驚異傳奇》之《過去式男人》 | 兇手          |
| 2006年 | 未知             | 《傻傻愛》                   | 主播          |
| 2007年 | 未知             | 《劍道愛》（未播出）         |               |
| 2008年 | 未知             | 《霹靂探哥》                 | 王肉甫        |
| 2010年 | 大愛電視台       | 《千江有水千江月》           | 黃玉棟        |
| 2012年 | 大愛電視台       | 《麻豆小鎮》                 | 王俊仁        |
| 2012年 | 八大綜合台       | 《原來愛·就是甜蜜》          | 威力          |
| 2012年 | 大愛電視台       | 《老人老車老朋友》           | 曾益冰 (青年) |
| 2013年 | 公視             | 《我愛陳金鋒》               | 湯子儀        |
| 2014年 | 台視             | 《雨後驕陽》                 | 劉木成 (青年) |
| 2014年 | 公視             | 《幸福返鄉30+》              | 古宥強        |
| 2014年 | 大愛電視台       | 《又見春風化雨》             | 梁明義        |
| 2014年 | 大愛電視台       | 《春泥》                     | 劉漢陽        |
| 2014年 | 八大綜合台       | 《終極惡女》                 | 夜行者        |
| 2015年 | 台視             | 《春梅》                     | 莊和泰        |
| 2015年 | 台視             | 《天若有情》                 | 鍾世雄        |
| 2016年 | 公視             | 《錢不是我的》               | 王東成        |
| 2016年 | 民視             | 《新娘嫁到》                 | 邱忠義        |
| 2016年 | 台視             | 《加油！美玲》               | 程天          |
| 2016年 | 東森綜合台       | 《如朕親臨》                 | 方文青        |
| 2018年 | 大愛電視台       | 《在愛之外》                 | 陳德安        |
| 2019年 | 大愛電視台       | 《雨過天青》                 | 陳文宗        |
| 2019年 | 三立台灣台       | 《天之蕉子》                 | 高志鴻        |
| 2020年 | 緯來電影台       | 《你好！歡迎光臨》           | 王正邦王正國  |
| 2020年 | 台視             | 《生生世世》                 | 林水清        |
| 2020年 | HBO              | 《戒指流浪記》               | 酒保          |
| 2021年 | 大愛電視台       | 《阿芬的幸福修練》           | 李文德        |
| 2021年 | 公視             | 《國際橋牌社2》              | 陳慶濟        |
| 2021年 | 台視             | 《一個屋簷下》               | 江人豪江人    |
| 2022年 | 華視、三立都會台 | 《門當互懟愛上你》           | 關俊楷        |
| 2023年 | 華視、公視台語台 | 《再見之後》                 | 許智然        |
| 2023年 | 公視             | 《牛車來去》                 | 陳博文        |
| 2023年 | 三立台灣台       | 《天道》                     | 陳長勝 (青年) |
| 2023年 | 大愛電視台       | 《早點回家》                 | 林朝枝 (青年) |
| 2023年 | 公視、八大戲劇台 | 《最佳利益3－最終利益》      | 洪元舜        |
| 2024年 | 華視、公視台語台 | 《少女八家將》               | 李添成        |
| 2024年 | 優酷             | 《關於未知的我們》           | 樂哥          |
| 2024年 | AXN、Hami Video  | 《不如海邊吹吹風》           | 方順華        |
| 2025年 | 台視             | 《寶島西米樂》               | 黃照清        |
| 拍攝中 | 民視、公視台語台 | 《阿松與阿暖》               |               |

### 微電影
| 年份   | 片名                       | 飾演           |
| ------ | -------------------------- | -------------- |
| 2018年 | 《阿孫要配對》(公益微電影) | 楊子儀（阿孫） |

## 電影
| 年份   | 片名                 | 飾演   |
| ------ | -------------------- | ------ |
| 2001年 | 《灰色地帶》         |        |
| 2012年 | 《球愛天空》         | 徐峰光 |
| 2016年 | 《萌學園之尋找磐古》 | 大山   |
| 2018年 | 《親愛的卵男日記》   | 楊太   |
| 2018年 | 《一吻定情》         | 特助   |

## 舞台剧
- 我們都是這樣長大的（實驗劇演員）
- 人間條件（畢業公演音樂設計）
- 卓别林城市之光
- 國防部音樂劇《碧血丹心，永續和平》
- 舊情綿綿音樂劇
- 釧兒音樂劇 飾演黑豬（台北國家戲劇院 2022年3月11日到3月13日）

## MV
- 王心凌〈陳淑芬與林志豪〉
- 戴佩妮〈親愛的再見〉
- 林憶蓮〈南方的風〉
- 蔡健雅〈深信不疑〉
- 蔡健雅〈障眼法〉
- 五月天〈聽不到〉
- 薛之謙〈摩天大樓〉
- 李芷婷〈遠走他鄉〉

## 主持節目

### 電視節目
| 節目名稱                   | 備註 |
| -------------------------- | ---- |
| 《世界第一等》             |      |
| 《明星大暴走》－韓國、泰國 |      |
| 《白日夢冒險王》           |      |
| 《校花點點名》             |      |
| 《地球的慶典》             |      |
| 《食尚玩家－就要醬玩》     |      |
| 《在台灣的故事》           |      |
| 《歡喜進香團》             |      |
| 《蔬食好時尚》             |      |

### Podcast節目
| 節目名稱             | 備註                               |
| -------------------- | ---------------------------------- |
| 《台灣藝大第一品牌》 | 和徐淳耕共同主持、製作             |
| 《楊子儀の蔬暢人生》 | i聽聽-臺灣第一綜合性有聲內容平台   |
| 《西哥發神經》       | 和西哥陳博正、田羽安共同主持、製作 |
| 《蔬暢信箱》         | 和田羽安、ZONG嚨來共共同主持、製作 |

## 音樂作品

### 單曲
- 2021年 《忘記你那麼愛我》電視劇插曲，收錄在《一個屋簷下》電視劇原聲帶
- 2021年 《無主無意》 和何芸娜合唱單曲，收錄在《在哪位》何芸娜全創作客語專輯

## 代言
- 2020年~2021年  adf晶潤雪耳
- 2021年 Veggie Care 素學系
- 2022年  Bavaria 巴伐亞 0.0  （全天然發酵 零酒精飲料）

## 其他
- 2021年8月28日~2021年8月29日  LifeMaker大專青年營 擔任講師-由青年發展署、慈濟基金會、慈濟大專青年聯誼會主辦。
- 2021年9月3日 i運動線上教練課，擔任助教和教練圓圓帶領上課，由體育署所認證的國民體適能指導員運動線上課程。
- 2021年10月10日 2021能戰!全民新視界三立新聞台首播，體驗海軍儀隊，辛苦的訓練過程到最終完成任務，感動人心。
- 2022年4月24日在新莊棒球場，擔任富邦悍將棒球隊開球嘉賓，響應富邦集團「ESG永續理念」，一同推廣綠色環保，守護地球。
- 2023年4月23日 擔任第廿三屆花樣年華全國青少年戲劇節初賽客席評審

### 參與節目
20250524  嗨！營業中第5季小幫手

## 獎項紀錄
| 年份   | 頒獎典禮     | 獎項             | 影片         | 角色   | 結果 |
| ------ | ------------ | ---------------- | ------------ | ------ | ---- |
| 2014年 | 第49屆金鐘獎 | 戲劇節目男配角獎 | 《雨後驕陽》 | 劉木成 | 提名 |

## 外部連結
- 楊子儀的Facebook專頁
- 楊子儀Yankee的新浪微博
- 楊子儀Yankee的新浪博客
- 楊子儀的Instagram帳戶
- 楊子儀在互联网电影资料库（IMDb）上的資料（英文）
- 楊子儀在香港影庫上的簡介
- 楊子儀在豆瓣上的资料（简体中文）
- 楊子儀在台灣電影網上的資料（繁體中文）